# Sans rendez-vous préalable
Pour plus de détails, voir Fiche technique et Distribution.
Sans rendez-vous préalable (بدون قرار قبلی, Bedoune gharare ghabli) est un film dramatique iranien réalisé par Behrouz Shoeibi et sorti en 2022.

## Synopsis
Yasmine (Pegah Ahangarani), une émigrante iranienne en Allemagne, est contrainte de retourner dans son pays natal après une longue absence de 30 ans quand elle apprend le décès prématuré de son père.
Elle prend un congé obligatoire de son emploi de médecin en Allemagne, tandis qu'elle est également accompagnée de son jeune fils autiste pendant son voyage en Iran. Par coïncidence, c'est à l'âge de six ans, semblable à l'âge actuel de son fils, qu'elle a émigré en Allemagne. Cependant, les choses se compliquent encore davantage pour Yasmine pendant le voyage, en raison de l'autisme de son fils,.

## Fiche technique
- Titre français : Sans rendez-vous préalable[4]
- Titre original persan : بدون قرار قبلی, Bedoune gharare ghabli[3]
- Réalisation : Behrouz Shoeibi
- Scénario : Farhad Tohidi, Mehdi Torab-Beigi
- Photographie : Mohamad Hadadi
- Montage : Ata Mehrad
- Musique : Masoud Sekhavat Doust
- Production : Mahmoud Babaei
- Sociétés de production : Farabi Films
- Pays de production :  Iran
- Langues originales : persan
- Format : Couleurs
- Genre : Drame
- Durée : 115 minutes
- Dates de sortie :
  - Iran : 1er février 2022 (Festival international du film de Fajr) ; 8 juin 2022 (sortie nationale)

## Distribution
- Pegah Ahangarani : Yasmine
- Mostafa Zamani : Mohandes
- Elham Korda (fa) : la cousine
- Amin Miri : le mari de la cousine
- Saber Abar (fa) : l'avocat
- Reza Saberi (fa)